# Michał Mateusz Stadnicki
Michał Mateusz Stadnicki herbu Szreniawa OSBM (ur. 28 września 1747 roku w Wielkiej Wsi (k. Wojnicza) – zm. 26 czerwca 1797 roku) – duchowny greckokatolicki. Ogłoszony koadiutorem łucko-ostrogskim 2 stycznia 1783, zatwierdzony przez papieża 30 marca 1784. Od 5 stycznia 1787 ordynariusz łucko-ostrogski, doktor teologii i obojga praw.
Studiował logikę i fizykę w Kolegium Pijarów w Podolińcu i Międzyrzecu Koreckim, teologię w Kolegium Pijarów w Rzeszowie, od 1772 roku studiował na Uniwersytecie Krakowskim.